# Ренон
Ренон (итал. Renon, нем. Ritten — Риттен) — коммуна в Италии, расположена в автономной области Трентино-Альто-Адидже, в провинции Больцано.
Население составляет 7144 человека (2008 г.), плотность населения составляет 63 чел./км². Занимает площадь 111 км². Почтовый индекс — 39054. Телефонный код — 0471.

## Демография
Динамика населения:

## Администрация коммуны
- Официальный сайт: http://www.comune.renon.it/

## Достопримечательности
- Земляные столбы Ренона